# Liste der Flughäfen in Libyen
Dies ist die Liste der Flughäfen in Libyen. Dort gibt es momentan 28 Flughäfen und Flugplätze.
An fettgedruckten Flughäfen findet Linienflugverkehr statt.
| Ort         | ICAO-Code | IATA-Code | Name des Flughafens              |
| ----------- | --------- | --------- | -------------------------------- |
| Adschdabiya | HLAG      |           | Flugplatz Adschdabiya            |
| Audschila   | HLZG      |           | Flugplatz Audschila              |
| Bani Walid  |           |           | Flughafen Bani Walid             |
| al-Baida    | HLLQ      | LAQ       | La Abraq International Airport   |
| Bengasi     | HLLB      | BEN       | Benina International Airport     |
| Brak        |           | BCQ       | Flughafen Brak                   |
| Brega       | HLMB      | LMQ       | Flughafen Brega                  |
| Darna       |           |           | Militärflugplatz Martuba         |
| Eddib V7    | HLDB      |           | Flugplatz Eddib                  |
| Ghadames    | HLTD      | LTD       | Flughafen Ghadames               |
| Ghat        | HLGT      | GHT       | Flughafen Ghat                   |
| Hon         |           |           | Militärflugplatz Al Jufra        |
| Hon         | HLON      | HUQ       | Flughafen Hun                    |
| Kufra       |           |           | Militärflugplatz Maaten al-Sarra |
| Kufra       | HLKF      | AKF       | Flughafen Kufra                  |
| Misrata     | HLMS      | MRA       | Flughafen Misrata                |
| Misrata     |           |           | Flughafen Nanur                  |
| Mesda       |           |           | Flughafen Habit Awlad Muhammed   |
| Nalut       |           |           | Militärflugplatz Okba Ibn Nafa   |
| Ras Lanuf   | HLNF      |           | Flugplatz Ras Lanuf              |
| Sabha       | HLLS      | SEB       | Flughafen Sabha                  |
| Sirte       | HLGD      | SRX       | Flughafen Gardabya               |
| Tamanhint   |           |           | Militärflugplatz Tamanhint       |
| Tobruk      | HLGN      | TOB       | Flughafen Tobruk                 |
| Tripolis    | HLLM      | MJI       | Mitiga International Airport     |
| Tripolis    | HLLT      | TIP       | Tripoli International Airport    |
| Ubari       | HLUB      | QUB       | Flughafen Ubari                  |
| Waddan      |           |           | Flughafen Waddan                 |
| Zuwara      | HLZW      | WAX       | Flugplatz Zuwara                 |